# Théodore de Sanaksar
 (avril 2020).
Si vous disposez d'ouvrages ou d'articles de référence ou si vous connaissez des sites web de qualité traitant du thème abordé ici, merci de compléter l'article en donnant les références utiles à sa vérifiabilité et en les liant à la section « Notes et références ».
Théodore de Sanaksar (né Ivan Ignatievich Ouchakov en 1718 dans le village de Bournakovo, ouïezd de Rybinsk, province de Iaroslavl et décédé le 19 février 1791 (2 mars dans le calendrier grégorien)) est un moine de l'Église orthodoxe russe et l'oncle de l'amiral Fiodor Fiodorovitch Ouchakov.

## Biographie
Il est né près du village de Bournakovo, entre les villes de Romanov (aujourd'hui Toutaïev) et de Rybinsk, dans la province de Iaroslavl, dans le domaine familial d'Ignati Vassilievitch (1670-1753) et d'Irina Vassilievna (morte en 1724) Ouchakova, et est baptisé du nom d'Ivan.
Il est tonsuré moine dans le monastère Saint-Alexandre-Nevski le 13 août 1748 en présence de l'impératrice Élisabeth Petrovna par l'abbé du monastère, l'archevêque Théodose(Iankovski) de Saint-Pétersbourg et de Schlüsselbourg, qui donne au nouveau moine le nom de Théodore.
En 1757, il est envoyé dans le désert de Sarov. Le 10 août 1764, il prend la direction du monastère de Sanaksar.
Il a été enterré sur le côté nord du temple qu'il avait créé. Sur la tombe du saint a été posée une plaque de pierre en shungite portant l'inscription : « Ici est enterré le hiéromoine Théodore, 73 ans, né Ouchakov, restaurateur du monastère de Sanaksar, tonsuré dans la Laure Alexandre Nevski, a poursuivi la vie monastique pendant 45 ans ; en vrai chrétien et de aimable moine il est mort le 19 février 1791 ».

## Mémoire
Il a été élevé les 10 et 11 juillet 1999 au rang de saint vénéré du diocèse de Saransk. Ses reliques se trouvent dans l'église cathédrale de la Nativité du monastère de la Vierge de Sanaksar.
Il a été béatifié pour le culte général de l'église par le Conseil des évêques de l'Église orthodoxe russe en 2004.